# Sumpapa
Sumpapan (Allenopithecus nigroviridis) är en art i familjen markattartade apor och den enda arten i sitt släkte Allenopithecus. Det vetenskapliga släktnamnet hedrar zoologen Joel Asaph Allen.

## Utbredning och habitat
Denna art lever i centrala Afrika i Kongo-Kinshasa och Republiken Kongo. Habitatet utgörs av regnskogar i låglandet.

## Utseende
Djurens päls är på ryggsidan grågrön och på buken vit. Huden i ansiktet är mörk gråbrun till svart men lite ljusare kring ögonen. Långa hår vid kinderna liknar en man. Svansens päls är på ovansidan lite mörkare än på undersidan. Denna art har lite simhud mellan fingrarna. Kroppen (huvud och bål) är 40 till 51 cm lång. Till detta kommer en cirka 35 till 52 cm lång svans. Hannar är med en vikt av omkring 6 kg märkbart större än honor som endast väger 3,5 kg. I motsats till släktet markattor (Cercopithecus) som tillhör samma tribus är honornas region kring genitalierna svullen när honan är parningsberedd, något som påminner om babianer (Papio). Sumpapan och markattor skiljer sig även vad gäller tändernas konstruktion. Hannarnas scrotum har en röd färg.

## Ekologi
Sumpapor är aktiva på dagen och hittar sin föda på marken. De föredrar våta områden och har god förmåga att simma och dyka. De lever i grupper på upp till 40 individer. Gruppen består av flera vuxna honor och hannar samt deras ungar. Gruppens sociala band stärks när individerna plockar parasiter från varandras päls. Det finns även blandade flockar med markattor. När de söker efter föda delas flocken och endast 2 till 6 individer letar tillsammans. Som föda tar de frukter, blad och insekter eller blötdjur. Ibland äter sumpapan små ryggradsdjur som unga fiskar.
Ungarna föds oftast i juni och varje hona har vanligen bara en unge per kull. Ungar som fötts i fångenskap har vägt ungefär 200 gram vid födelsen. De fick cirka 2,5 månader di och den äldsta kända individen blev 23 år gammal.

## Status och hot
Naturliga fiender är rovfåglar, ormar och dvärgschimpanser. IUCN listar denna art som livskraftig (LC), men som utsatt för jakt och möjligtvis förlust av habitat.